# Reiver Alvarenga
Reiver David Alvarenga Domínguez (* 11. března 1978 Valencia) je bývalý venezuelský zápasník – judista.

## Sportovní kariéra
S judem začínal v 12 letech v Naguanaguaze ve státě Carabobo pod vedením Alejandra Guevary. V roce 1998 si ho vybral trenér Humberto Soazo do mladého reprezentačního týmu pro přípravu na novou olympijskou sezonu. V roce 2000 vybojoval panamerickou kontinentální kvótu pro start na olympijských hrách v Sydney, kde takticky nezvládl zápas úvodního kola s Mongolem Narmandachem a po třech trestech prohrál na wazari. V roce 2004 startoval na olympijských hrách v Athénách s podobným scénářem jako před čtyřmi lety. V úvodním kole na tresty protaktizoval zápas s Francouzem Benjaminem Darbeletem. Od roku 2005 ho připravil o post reprezentační jedničky v superlehké váze do 60 kg Javier Guédez. Sportovní kariéru ukončil v roce 2008. Věnuje se trenérské práci.

## Výsledky
| Turnaj                  | 1997 | 1998            | 1999            | 2000            | 2001            | 2002            | 2003            | 2004            |
| Turnaj                  | 19   | 20              | 21              | 22              | 23              | 24              | 25              | 26              |
| Turnaj                  |      | superlehká váha | superlehká váha | superlehká váha | superlehká váha | superlehká váha | superlehká váha | superlehká váha |
| ----------------------- | ---- | --------------- | --------------- | --------------- | --------------- | --------------- | --------------- | --------------- |
| Olympijské hry          |      |                 |                 | úč.             |                 |                 |                 | úč.             |
| Mistrovství světa       | —    |                 | úč.             |                 | —               |                 | úč.             |                 |
| Panamerické hry         |      | 5.              |                 |                 |                 | 3.              |                 |                 |
| Panamerické mistrovství | —    | ?               | 5.              | —               | 2.              | 7.              | úč.             | 1.              |
| Jihoamerické hry        |      | ?               |                 |                 |                 | —               |                 |                 |
| Středoamerické a k. hry |      | 2.              |                 |                 |                 | 1.              |                 |                 |
| Bolívarské hry          | 1.   |                 |                 |                 | —               |                 |                 |                 |